# Johan Kuipers
Johan Kuipers (Sneek, 1960) is een Nederlands kunstschilder van hedendaagse kunst.
Johan Kuipers woont en werkt in Middelburg. In de jaren negentig maakt hij voornamelijk monochrome schilderijen. Later komen ervaringen met de ruimte en de structuur van het Zeeuwse landschap terug in zijn schilderijen.

## Schilderstijl
Kenmerken in zijn werk zijn om manieren te zoeken om het strenge en gesloten karakter van de monochromie een subtiele en menselijke wending te geven door onder andere licht en schaduw.

## Werken
- For Whom the Bell Tolls
- Vauxhall, olieverf op linnen, 141 x 97 cm.
- Seven sisters, olieverf op linnen, 141 x 97 cm.

## Tentoonstellingen (selectie)
- De kabinetten van de vleeshal van 25 januari t/m 23 maart 2003 in de Vleeshal in Middelburg
- Johan Kuipers van 23 januari t/m 14 maart 2010 in museum De Pont in Tilburg[1]